# Camp de l'Àlber

El Camp de l'Àlber, respecte del terme de Castellcir

El Camp de l'Àlber és un camp de conreu del terme municipal de Castellcir, a la comarca del Moianès. Pertany a l'enclavament de la Vall de Marfà i a les terres de la Closella.
Està situat a l'extrem meridional de l'enclavament de la Vall de Marfà, en el vessant nord-oest de la Baga de la Closella, a migdia de la masia de la Closella i al nord-est de les Roques de Sant Llogari.
Rep el nom de diversos àlbers molt grossos que encara romanen a la riba del torrent de Vall-llosera. El Camp de l'Àlber es troba a l'esquerra d'aquest torrent. El camp no és de gaire bona terra, i només servia per a conrear-hi sègol, amb el qual es feia farina de baixa qualitat.